# Stentjärnen (Jokkmokks socken, Lappland, 738146-170854)
Stentjärnen är en sjö i Jokkmokks kommun i Lappland och ingår i Luleälvens huvudavrinningsområde.